# Conferința Ambasadorilor

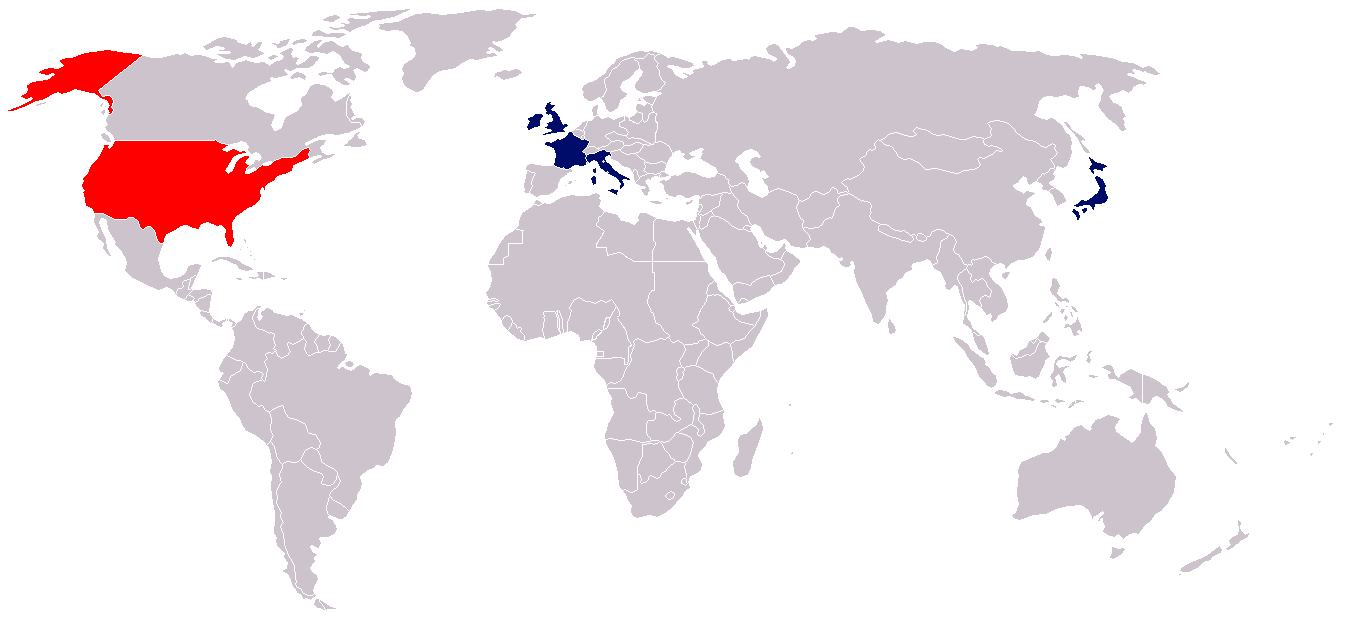
Membrii Conferinței Ambasadorilor (cu albastru) și membrii cu statut de observator (cu roșu) în 1919

Conferința Ambasadorilor Principalelor Puteri Aliate și Asociate  a fost o organizație interaliată a Antantei în perioada care a urmat sfârșitului Primului Război Mondial. Conferința s-a desfășurat la Paris ianuarie 1920 și  a fost succesorul Consiliului Suprem de Război și a fost incorporat de facto mai târziu în Ligii Națiunior ca unul dintre  ca unul dintre organele sale de conducere. A devenit mai puțin activ după semnartea  Tratatelor de la Locarno din 1925 și a încetat formal să mai existe în 1931 (ori după unii autori în 1935).
Conferința a constat din ambasadorii Marii Britanii, Italiei și Japoniei acreditați la Paris și ministrul francez al afacerilor externe. Ambasadorul Statelor Unite a participat ca observator, deoarece Statele Unite nu erau semnatare ale Tratatului de la Versailles. Diplomatul francez René Massigli a fost secretarul general al Conferinței pe întreaga sa durată de existență. Președintele Conferinței au fost miniștrii de externe ai Franței (printre ei Georges Clemenceau, Raymond Poincaré și Aristide Briand).
Conferința a urmărit punerea în aplicare a tratatelor de pace și pentru medierea diferitelor dispute teritoriale între statele europene. Printre regiunile disputate a căror situații au fost gestionate de conferință s-au numărat Silezia Cieszyn (dintre Polonia și Cehoslovacia), Regiunea Vilnius (dintre Polonia și Lituania), Regiunea Klaipėda (dintre Germania și Lituania) și Incidentul Corfu (dintre Italia și Grecia). Una dintre cele mai importante decizii teritoriale ale Conferinței a fost luată la 15 martie 1923, când au fost recunoscute granițe estice ale Poloniei create în urma războiului polon-sovietic din 1920. Conferința a recunoscut, de asemenea, suveranitatea poloneză asupra regiunii Vilnius și Galiției Răsăritene
Conferința Ambasadorilor Principalelor Puteri Aliate și Asociate a fost numită de Liga Națiunilor să rezolve disputa teritorială greco-albaneză, care avea să se transforme în Incidentul Corfu din 1923. 

Jules Laroche și Massigli au fost primii doi secretari-general. Conferința ambasadorilor a avut uneori poziții diferite de cele ale secretariatului general și ale unui șir de comitete și comisii, care au lucrat în calitate de consilieri permanenți sau uneori ad-hoc.

## Vedeți și:
- Mandat al Ligii Națiunilor

## Resurse internet
- Textul rezoluției privind granițele Poloniei